# Фабіан де Кейзер
Фабіан де Кейзер (нід. Fabian de Keijzer, нар. 10 травня 2000, Леусден, Нідерланди) — нідерландський футболіст, воротар клубу «Утрехт».

## Ігрова кар'єра

### Клубна
Фабіан де Кейзер є вихованцем футбольної школи клубу «Утрехт», де він почав займатися з 2011 року. Згодом воротаря було переведено до молодіжної команди клубу. У грудні 2018 року де Кейзер дебютував у другій команді «Йонг Утрехт» у турнірі Еерестедивізі.
У сезоні 2021/22 де Кейзер став гравцем першої команди. У січні 2022 року у матчі проти «Аякса» воротар зіграв свій перший матч в основі «Утрехта» в Ередивізі.

### Збірна
У 2017 році Фабіан де Кейзер у складі збірної Нідерландів (U-17) брав участь у юнацькій першості Європи, що проходила в Хорватії.

## Досягнення
- Команда місяця Ередивізі: січень 2025[3]